# Cycloleberis squamiger
Cycloleberis squamiger is een mosselkreeftjessoort uit de familie van de Cylindroleberididae. De wetenschappelijke naam van de soort is voor het eerst geldig gepubliceerd in 1894 door Scott.